# Wadköping Utbildningscenter

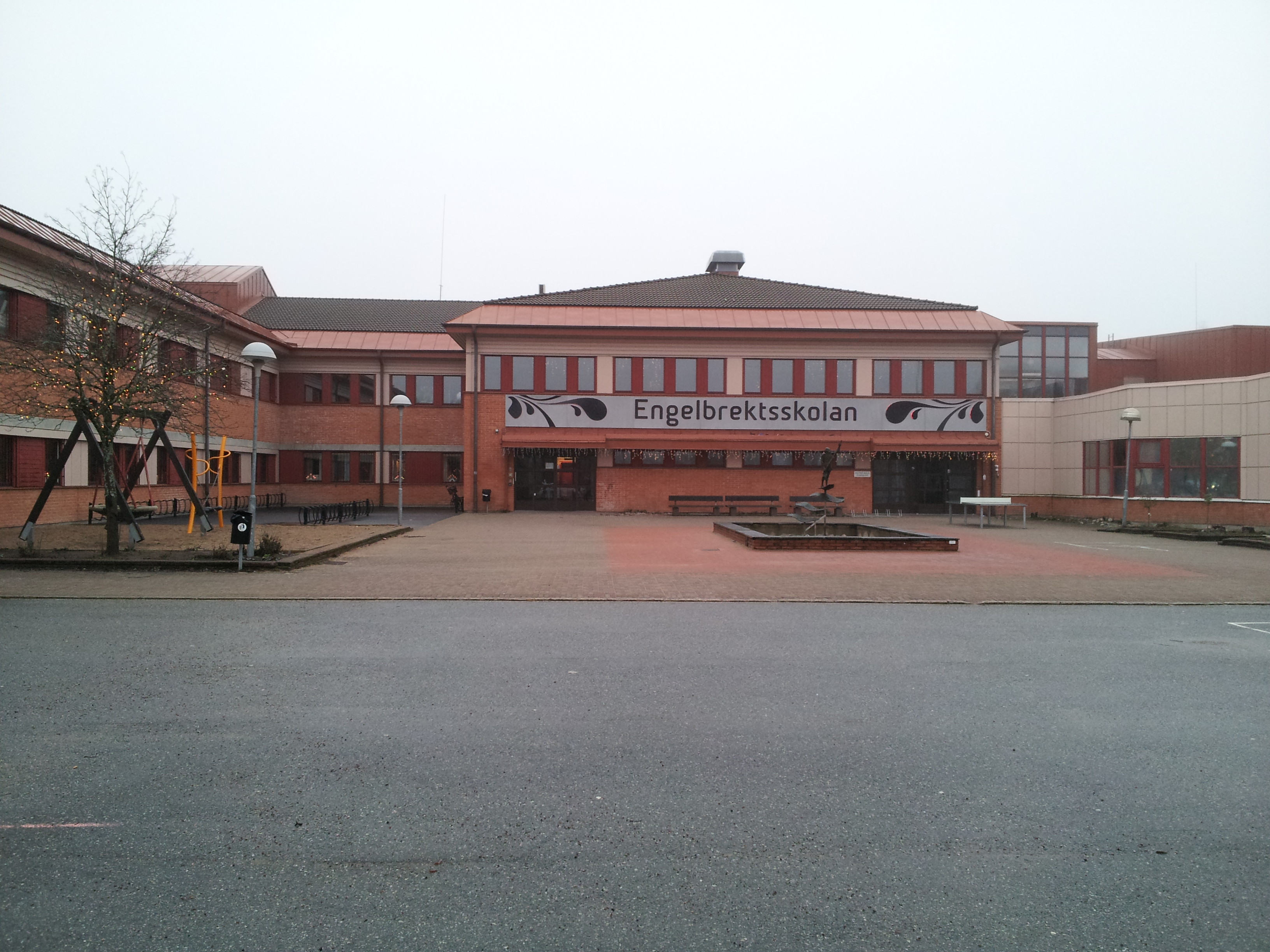
Wadköpings utbildningscenter låg i Alnängsskolans gamla lokaler. Idag disponerar Engelbrektsskolan över lokalerna.

Wadköping Utbildningscenter, WUC, var samlingsnamnet på de kommunala utbildningar som bedrevs i före detta Alnängsskolans lokaler i stadsdelen Skebäck i Örebro. Alnängsskolan, som byggdes 1982, erbjöd från början vårdutbildningar på såväl gymnasie- som högskolenivå, vilka bedrevs av Örebro kommun och Örebro läns landsting. Högskoleutbildningarna flyttades under mitten av 1990-talet till Örebro universitet och gav då plats för KOMVUX och SFI (Svenska För Invandrare) och senare även åt det specialutvecklade gymnasieprogrammet Tema, vilket till en början formellt hörde till Rudbecksskolan.
Hösten 2006 skedde namnbytet till Wadköping Utbildningscenter och i och med detta tillkom gymnasieprogrammen Logistik och Handel och Samhällsvetenskapliga programmet för elever med autism och Aspergers syndrom (SP-ASP).
Beslut om nedläggning av WUC fattades i februari 2012 av Örebro kommuns gymnasienämnd. Programmen som fanns på skolan flyttades till andra gymnasieskolor.
Från 2012 finns Engelbrektsskolan i WUC:s tidigare lokaler.